# 古川裕久
古川裕久（ふるかわひろひさ、-　）は日本の建築家。桜樹会・古川建築事務所主宰。
熊本県建築士事務所協会会長等を歴任。旭日双光章受章。

## 代表作品
- 熊本県草地畜産研究所（1994、グッドデザイン賞施設部門賞、日本建築学会賞(作品))
- シルバーピアさくら樹
- 天草市立本渡東小学校（2018、第24回熊本県木材利用大型施設コンクール・熊本県森林組合連合会賞）
- 熊本県市町村自治会館別館（2012、第20回熊本県木材利用大型施設コンクール熊本県木材協会連合会賞）
- 天草地域医療センター外来棟（2011）
- 八代市立坂本中学校（2006、木材利用大型施設コンクール熊本県賞）
- 県立ひのくに高等養護学校（2001、全建賞　文教施設協会賞）
- やつしろハーモニーホール（2000、アートポリス推進賞選賞、2001日本建築士事務所協会連合会建築作品賞）
- 高森町立高森東小学校（1995、木材利用大型施設コンクール森林組合連合会賞、1996文教施設協会賞）
- 水上村立水上中学校（1992、文教施設協会賞、1995木材利用大型施設コンクール熊本県賞、1993甍賞）
- 電子応用機械技術研究所（1985、日本建築士事務所協会連合会会長賞）